# De Tijdloze
De Tijdloze is een digitaal radiostation van VRT en is te beluisteren via internetradio en DAB+. Het digitale kanaal is een zusterstation van Studio Brussel en speelt de tijdloze muziek.
Het is een afgeleide van de Tijdloze 100, de 100 beste nummers aller tijden, door de luisteraars gekozen.
De Tijdloze is te beluisteren via digitale televisie en via het internet aan de hand van streaming: o.a. Radioplus, Radioplayer, TuneIn en de StuBru-app.
Sinds 1 november 2021 is De Tijdloze eveneens via DAB+ te beluisteren.
Begin 2022 werd er begonnen met een ochtendshow met Roos Van Acker en vanaf september 2022 een avondshow met Stijn Van de Voorde.
Vanaf september 2023 zijn er ook ochtendprogramma's op zaterdag met Elke Van Mello en Stefan Ackermans.

## Geschiedenis
De Tijdloze werd gelanceerd op 15 mei 2018 ter gelegenheid van de verjaardag van Studio Brussel. De slagzin van de digitale muziekstream is: 'Niet kapot te krijgen'.